# Segericus Nenzelius
Segericus Segerici Nenzelius, född 1600 i Nensjö, Gudmundrå socken, död 16 juli 1638 i Stora Tuna socken, var en svensk präst och riksdagsman.

## Biografi
Segericus Nenzelius var son till länsmannen i Nensjö Seger Persson och av samma släkt som Eric Nenzel, adlad Ehrenklo. Han inskrevs 1620 vid Uppsala universitet, disputerade 1624 under Johannes Chesnecopherus med Physica prima, de physiologiæ constitvtione och utgav 1625 sin sång om Jesu lidande, Carmen de passione & tormentis tristissimis ac truculentissimis salvatoris nostri Jesu Christi. 1629 promoverades han till magister.
Nenzelius blev efter examen fältpräst i Tyskland under pågående trettioåriga kriget och avancerade till Gustav II Adolfs hovpräst. Tillbaka i Sverige efter kungens död uppvaktade han änkedrottning Maria Eleonora. Förmyndarregeringen inlämnade 1634 en begäran till biskop Johannes Rudbeckius att Nenzelius skulle få bli kyrkoherde i pastoratet Stora Tuna, som var mycket förmöget till följd av bergsbruket. Nenzelius tillträdde tjänsten 1635. 
Nenzelius var fullmäktig vid riksdagen 1635.
Muncktell uppger att Nenzelius hustrus initialer var MHD, vilka är inristade i deras gravsten i Stora Tuna kyrka, och att hon sedan gifte om sig och levde på skattehemmanet Brusala som Nenzelius köpt. Hennes namn var Margareta, och var dotter till kyrkoherden i Nora socken, Ångermanland Johannes Laurentii. Dottern Catharina var gift med biskop Nicolaus Johannis Rudbeckius och dottern Margareta med häradshövdingen Paul Rudbeckius.